# Tampereen Pallo-Veikot
Pour les articles homonymes, voir TPV.
Le Tampereen Pallo-Veikot (TPV ou TPV Tampere) est un club finlandais de football basé à Tampere.

## Historique
- 1923 - Tampereen Pallo-Veikot (TPV)

## Palmarès
- Championnat de Finlande (1)
  - Vainqueur : 1994
  - Vice-champion : 1946